# Ludwig Bachmann
Ludwig Bachmann (Kulmbach, 11 de agosto de 1856 - Munique, 22 de junho de 1937) foi um historiador alemão do enxadrismo e biógrafo de Anderssen, Pillsbury, Charousek e Steinitz. Também escreveu Aus vergangenen Zeiten (2 volumes, Berlim 1920) e Das Schachspiel und seine historische Entwicklung (Leipzig-Berlim 1920) mas talvez sua contribuição mais notável tenha sido as compilações do anuário de xadrez Schachjahrbücher de 1897 a 1930.